# Sympetrum sinaiticum
Sympetrum sinaiticum là loài chuồn chuồn trong họ Libellulidae. Loài này được Dumont mô tả khoa học đầu tiên năm 1977.